# Karl Zimmermann (strzelec)
Karl Zimmermann (ur. 1894, zm. 1986) – szwajcarski strzelec, 67-krotny medalista mistrzostw świata. Drugi najbardziej utytułowany medalista mistrzostw świata w historii (więcej krążków zdobył tylko jego rodak Konrad Stäheli). 

## Życiorys
Był związany z Lucerną. Startował w zawodach międzynarodowych przez 27 lat. Nigdy nie brał udziału w igrzyskach olimpijskich. Pierwsze medale mistrzostw świata zdobył w 1921 roku i z wyjątkiem mistrzostw z 1923 (prawdopodobnie nie brał w nich udziału) zdobywał je nieprzerwanie do 1947. Ogółem wywalczył ich 67. W dorobku ma 30 złotych, 17 srebrnych i 20 brązowych medali. 41 medali zdobył w konkurencjach indywidualnych, a pozostałe w konkurencjach drużynowych. Pod względem ilości zdobytych krążków jest drugi w klasyfikacji wszech czasów (o dwa więcej wywalczył jego rodak Stäheli), podobnie jak w klasyfikacji indywidualnej (44 miejsca na podium miał Stäheli). Na światowych czempionatach czterokrotnie pobijał indywidualne rekordy świata.
Jest autorem następujących książek:
- „Die Schiesskunst, von K. Zimmermann, Weltmeisterschütze Luzern” (1942),
- „Einfache Schiesslehre für den feldmässigen Gebrauch von Gewehr, Karabiner, Pistole und Revolver” (1942),
- „Die Ursache der Trefferabweichung beim Scheibenschiessen” (1945),
- „Die Lebensweise des Schützen und die erfolgreiche Bekämpfung des Schützenfestfiebers” (1946).

Niektóre pamiątki po Zimmermannie zostały zgromadzone w stołecznym Muzeum Strzelectwa w Bernie. 

### Medale mistrzostw świata
Opracowano na podstawie materiałów źródłowych:
| Mistrzostwa     | Konkurencja                                                      | Wynik                                          | Miejsce |
| --------------- | ---------------------------------------------------------------- | ---------------------------------------------- | ------- |
| Lyon 1921       | Karabin wojskowy leżąc, 300 m                                    | 170 pkt.                                       |         |
| Lyon 1921       | Karabin dowolny, trzy postawy, 300 m, drużynowo                  | 4933 pkt. (druż.)                              |         |
| Lyon 1921       | Karabin dowolny stojąc, 300 m                                    | 322 pkt.                                       |         |
| Mediolan 1922   | Karabin dowolny, trzy postawy, 300 m                             | 1054 pkt.                                      |         |
| Mediolan 1922   | Karabin dowolny, trzy postawy, 300 m, drużynowo                  | 5120 pkt. (druż.) 1054 pkt. (ind.)             |         |
| Mediolan 1922   | Karabin dowolny stojąc, 300 m                                    | 341 pkt.                                       |         |
| Reims 1924      | Karabin dowolny, trzy postawy, 300 m                             | 1052 pkt.                                      |         |
| Reims 1924      | Karabin dowolny, trzy postawy, 300 m, drużynowo                  | 5184 pkt. (druż.) 1052 pkt. (ind.)             |         |
| Reims 1924      | Karabin dowolny stojąc, 300 m                                    | 339 pkt.                                       |         |
| St. Gallen 1925 | Karabin wojskowy, trzy postawy, 300 m                            | 502 pkt.                                       |         |
| St. Gallen 1925 | Karabin wojskowy stojąc, 300 m                                   | 164 pkt.                                       |         |
| St. Gallen 1925 | Karabin dowolny, trzy postawy, 300 m                             | 1061 pkt. (366–354–341)                        |         |
| St. Gallen 1925 | Karabin dowolny, trzy postawy, 300 m, drużynowo                  | 5386 pkt. (druż.) 1061 pkt. ind. (366–354–341) |         |
| Rzym 1927       | Karabin dowolny, trzy postawy, 300 m                             | 1083 pkt. (366–375–342)                        |         |
| Rzym 1927       | Karabin dowolny, trzy postawy, 300 m, drużynowo                  | 5379 pkt. (druż.) 1083 pkt. ind. (366–375–342) |         |
| Rzym 1927       | Karabin dowolny klęcząc, 300 m                                   | 375 pkt.                                       |         |
| Rzym 1927       | Karabin dowolny stojąc, 300 m                                    | 342 pkt.                                       |         |
| Loosduinen 1928 | Karabin wojskowy, trzy postawy, 300 m                            | 489 pkt.                                       |         |
| Loosduinen 1928 | Karabin wojskowy stojąc, 300 m                                   | 158 pkt.                                       |         |
| Loosduinen 1928 | Karabin dowolny, trzy postawy, 300 m, drużynowo                  | 5391 pkt. (druż.) 1085 pkt. ind. (371–374–340) |         |
| Loosduinen 1928 | Karabin dowolny klęcząc, 300 m                                   | 374 pkt.                                       |         |
| Sztokholm 1929  | Karabin wojskowy, trzy postawy, 300 m                            | 511 pkt.                                       |         |
| Sztokholm 1929  | Karabin wojskowy klęcząc, 300 m                                  | 181 pkt.                                       |         |
| Sztokholm 1929  | Karabin dowolny, trzy postawy, 300 m                             | 1114 pkt.                                      |         |
| Sztokholm 1929  | Karabin dowolny, trzy postawy, 300 m, drużynowo                  | 5442 pkt. (druż.) 1114 pkt. ind. (380–376–358) |         |
| Sztokholm 1929  | Karabin dowolny klęcząc, 300 m                                   | 376 pkt.                                       |         |
| Sztokholm 1929  | Karabin dowolny stojąc, 300 m                                    | 358 pkt.                                       |         |
| Sztokholm 1929  | Karabin małokalibrowy stojąc, 50 m, drużynowo                    | 1821 pkt. (druż.) 367 pkt. (ind.)              |         |
| Antwerpia 1930  | Karabin wojskowy, trzy postawy, 300 m                            | 472 pkt. (180–168–124)                         |         |
| Antwerpia 1930  | Karabin wojskowy leżąc, 300 m                                    | 180 pkt.                                       |         |
| Antwerpia 1930  | Karabin wojskowy klęcząc, 300 m                                  | 168 pkt.                                       |         |
| Antwerpia 1930  | Karabin dowolny, trzy postawy, 300 m, drużynowo                  | 5407 pkt. (druż.)                              |         |
| Lwów 1931       | Karabin wojskowy, trzy postawy, 300 m                            | 469 pkt. (164–156–149)                         |         |
| Lwów 1931       | Karabin wojskowy klęcząc, 300 m                                  | 156 pkt.                                       |         |
| Lwów 1931       | Karabin wojskowy stojąc, 300 m                                   | 149 pkt.                                       |         |
| Lwów 1931       | Karabin dowolny, trzy postawy, 300 m                             | 1109 pkt.                                      |         |
| Lwów 1931       | Karabin dowolny, trzy postawy, 300 m, drużynowo                  | 5482 pkt. (druż.) 1109 pkt. (ind.)             |         |
| Lwów 1931       | Karabin dowolny stojąc, 300 m                                    | 360 pkt.                                       |         |
| Grenada 1933    | Karabin wojskowy, trzy postawy, 300 m                            | 448 pkt.                                       |         |
| Grenada 1933    | Karabin dowolny, trzy postawy, 300 m                             | 1094 pkt. (370–370–354)                        |         |
| Grenada 1933    | Karabin dowolny, trzy postawy, 300 m, drużynowo                  | 5412 pkt. (druż.) 1094 pkt. ind. (370–370–354) |         |
| Grenada 1933    | Karabin dowolny klęcząc, 300 m                                   | 370 pkt.                                       |         |
| Grenada 1933    | Karabin dowolny stojąc, 300 m                                    | 354 pkt.                                       |         |
| Rzym 1935       | Karabin wojskowy, trzy postawy, 300 m                            | 430 pkt.                                       |         |
| Rzym 1935       | Karabin wojskowy, trzy postawy, 300 m, drużynowo                 | 1966 pkt. (druż.) 430 pkt. (ind.)              |         |
| Rzym 1935       | Karabin wojskowy stojąc, 300 m                                   | 142 pkt.                                       |         |
| Rzym 1935       | Karabin dowolny, trzy postawy, 300 m, drużynowo                  | 5446 pkt. (druż.)                              |         |
| Helsinki 1937   | Karabin wojskowy, trzy postawy, 300 m                            | 528 pkt.                                       |         |
| Helsinki 1937   | Karabin wojskowy, trzy postawy, 300 m, drużynowo                 | 2586 pkt. (druż.) 528 pkt. (ind.)              |         |
| Helsinki 1937   | Karabin wojskowy klęcząc, 300 m                                  | 185 pkt.                                       |         |
| Helsinki 1937   | Karabin wojskowy klęcząc, 300 m, drużynowo                       | 907 pkt. (druż.) 185 pkt. (ind.)               |         |
| Helsinki 1937   | Karabin wojskowy stojąc, 300 m, drużynowo                        | 781 pkt. (druż.)                               |         |
| Helsinki 1937   | Karabin dowolny, trzy postawy, 300 m, drużynowo                  | 5481 pkt. (druż.)                              |         |
| Helsinki 1937   | Karabin dowolny klęcząc, 300 m, drużynowo                        | 1833 pkt. (druż.)                              |         |
| Helsinki 1937   | Karabin dowolny stojąc, 300 m, drużynowo                         | 1751 pkt. (druż.)                              |         |
| Helsinki 1937   | Karabin małokalibrowy klęcząc, 50 m, drużynowo                   | 1883 pkt. (druż.)                              |         |
| Helsinki 1937   | Karabin małokalibrowy stojąc, 50 m, drużynowo                    | 1840 pkt. (druż.)                              |         |
| Lucerna 1939    | Karabin wojskowy, trzy postawy, 300 m (3x20 strzałów)            | 524 pkt.                                       |         |
| Lucerna 1939    | Karabin wojskowy, trzy postawy, 300 m, drużynowo (3x20 strzałów) | 2607 pkt. (druż.) 524 pkt. (ind.)              |         |
| Lucerna 1939    | Karabin wojskowy, trzy postawy, 300 m (3x40 strzałów)            | 1046 pkt.                                      |         |
| Lucerna 1939    | Karabin wojskowy klęcząc, 300 m                                  | 367 pkt.                                       |         |
| Lucerna 1939    | Karabin dowolny, trzy postawy, 300 m, drużynowo                  | 5415 pkt. (druż.)                              |         |
| Lucerna 1939    | Karabin dowolny stojąc, 300 m                                    | 353 pkt.                                       |         |
| Lucerna 1939    | Karabin małokalibrowy stojąc, 50 m, drużynowo                    | 1858 pkt. (druż.)                              |         |
| Sztokholm 1947  | Karabin wojskowy szybkostrzelny, 300 m                           | 215 pkt.                                       |         |
| Sztokholm 1947  | Karabin wojskowy szybkostrzelny, 300 m, drużynowo                | 845 pkt. (druż.) 215 pkt. (ind.)               |         |
| Sztokholm 1947  | Karabin standardowy, trzy postawy, 300 m, drużynowo              | 2576 pkt. (druż.)                              |         |